# 秋迪夫
48°14′22″N 25°7′49″E / 48.23944°N 25.13028°E

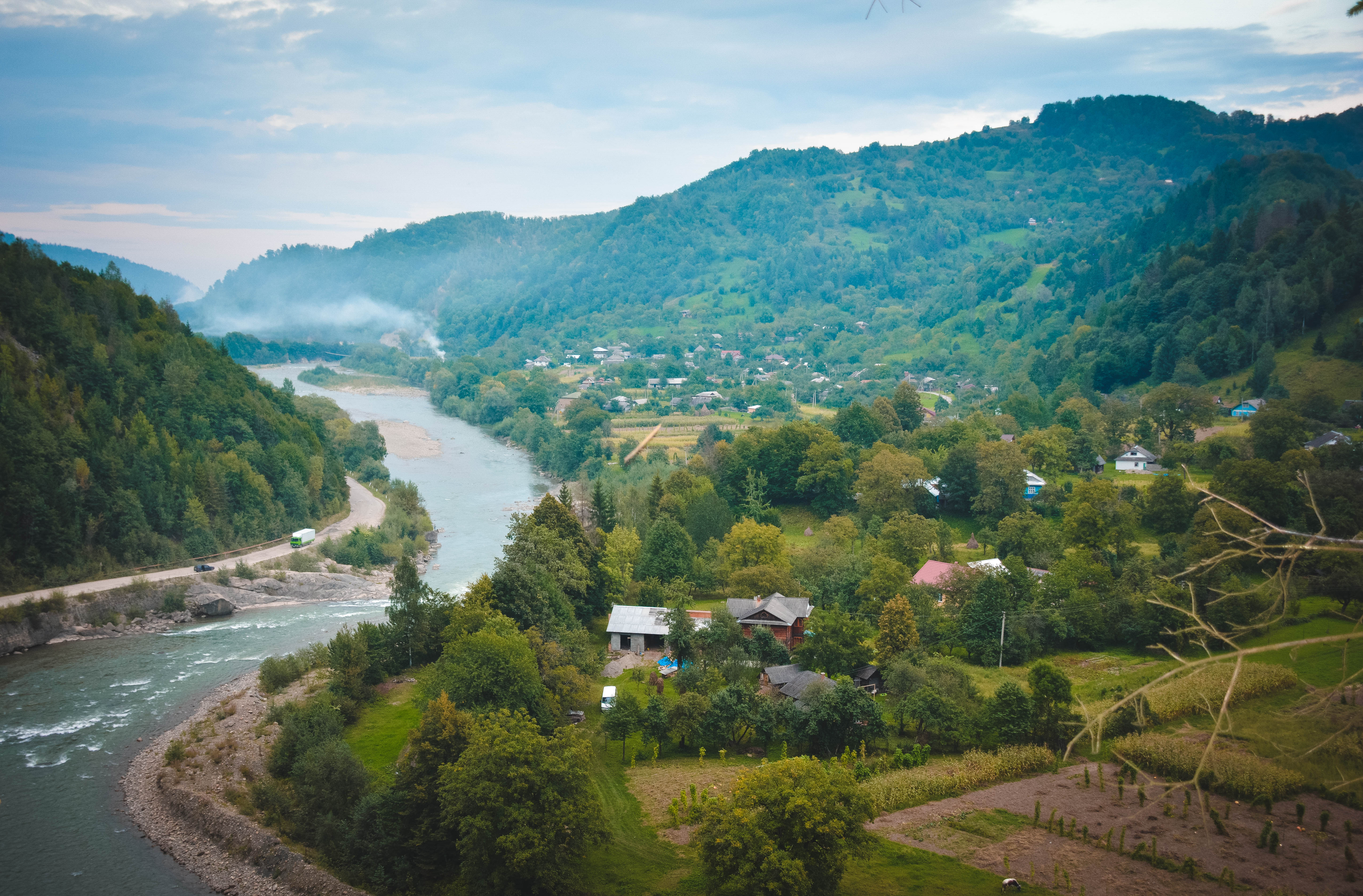

秋迪夫（羅馬化：Tiudiv）是烏克蘭的村落，位於該國西部伊萬諾-弗蘭科夫斯克州，由科索夫區負責管轄，始建於1560年，面積26.6平方公里，2001年人口2,031，人口密度每平方公里76.5人。